# Zenon Przesmycki
Zenon Przesmycki, pseudonymerna Miriam och Jan Żagiel, född 22 december 1861 i Radzyń Podlaski, död 17 oktober 1944 i Warszawa, var en polsk poet och politiker.
Przesmycki ägnade sig efter universitetsstudier i Warszawa åt litteraturen, redigerade den konstkritiska veckotidskriften "Žycie" och utgav 1893 den reflexionslyriska diktsamlingen Z czary młodości, liryczny pamiętnik duszy. Som poetisk tolkare inlade han stora förtjänster, särskilt i fråga om den tjeckiska litteraturen och Maurice Maeterlincks verk. År 1893 författade han en studie över Jaroslav Vrchlický.
År 1919 tjänstgjorde Przesmycki som Polens kulturminister.

## Utmärkelser
- Kommendör av Polonia Restituta,  2 maj 1923
- Kommendör av  Vita lejonets orden
- Kommendör av Leopoldsorden
- Kommendör med stjärna av Polonia Restituta
- Kommendör av Hederslegionen

[Redigera Wikidata]